# Freycinetia auriculata
Freycinetia auriculata là một loài thực vật thuộc họ Pandanaceae. Đây là loài đặc hữu của Philippines.